# Jonny Rödlund
Jonny Erik Gunnar Rödlund (Västerås, 22 dicembre 1971) è un ex calciatore svedese, di ruolo attaccante.

## Carriera

### Club
Ha giocato nel campionato svedese, belga, inglese, portoghese, tedesco e cinese.

### Nazionale
Ha giocato, nel 1992, tutte e quattro le partite della propria Nazionale olimpica ai Giochi di Barcellona 1992, dove ha segnato due gol.